# Scambus nigricans
Scambus nigricans är en stekelart som först beskrevs av Carl Gustaf Thomson 1877.  Scambus nigricans ingår i släktet Scambus och familjen brokparasitsteklar. Arten är reproducerande i Sverige. Utöver nominatformen finns också underarten S. n. varicoxa.